# Strcpy
strcpyは、指定したアドレスに指定した文字列をコピーするC言語の関数である。
標準Cライブラリの文字列操作関数群が宣言されているヘッダーファイル string.h に含まれる。
ストリングコピーなどと呼ばれることが多い。

## 形式
```
#include
 
<string.h>

char
 
*
strcpy
(
char
 
*
strDest
,
 
const
 
char
 
*
strSrc
);

```

## 機能
strDestが指す配列に、strSrcが指す文字列をコピーする。コピー元とコピー先が重なる場合の動作は、定義されない。
戻り値としてstrDestの値を返す。つまりコピー後の文字列を返すことになる。

## 使用例
strcpyを使用して文字列をコピーし、コピー先の文字列をprintfを使って表示する例。
```
#include
 
<stdio.h>
 /* printfを使用するためのinclude */

#include
 
<string.h>
 /* strcpyを使用するためのinclude */

int
 
main
(
int
 
argc
,
 
char
 
**
argv
)

{

    
char
 
strSrc
[
12
]
 
=
 
"ABCDEFGHIJ
\n
"
;
 
/* コピー元の文字列 */

    
char
 
strDest
[
12
];
 
/* コピー先の文字列 */

    
/* strDestにstrSrcの内容をコピーする */

    
strcpy
(
strDest
,
 
strSrc
);

    
/* printfを使ってstrDestの内容を表示 */

    
printf
(
"%s"
,
 
strDest
);

    
return
 
0
;

}

```

## 実装例
strcpyを自前で定義する場合は、以下の様にする。
```
char
 
*
StrCpy
(
char
 
*
s1
,
 
const
 
char
 
*
s2
)
 
/* strcpyと区別するため、大文字 */

{

    
char
 
*
p
 
=
 
s1
;

    
while
(
*
s1
++
 
=
 
*
s2
++
);
 
/* 代入結果が終端文字(0x00)になるまで代入し続ける */

    
return
 
p
;

}

```

## バッファオーバーランの危険性と対策
strcpyはコピー先のバッファの長さを関知しない。もしコピー元の文字列の長さがコピー先のバッファの長さよりも大きい場合は、バッファオーバーランによってメモリが破壊されたり、プログラムが異常動作したり、クラッシュしたりする危険性がある。簡単な対策として、事前に領域長計算を実行する例を示す。
```
char
 
dst
[
80
];

const
 
size_t
 
bufsize
 
=
 
sizeof
(
dst
);
 
/* 固定長char配列の要素数を求める */

const
 
char
*
 
src
 
=
 
"abc 123"
;

const
 
size_t
 
srclen
 
=
 
strlen
(
src
);

if
 
(
srclen
 
+
 
1
 
<=
 
bufsize
)
 
/* 1は終端NUL文字用 */

{

    
memcpy
(
dst
,
 
src
,
 
srclen
 
+
 
1
);

    
/* 以下でも可能だが、さらに冗長となるだけで意味はない。 */

    
/*strcpy(dst, src);*/

    
/*strncpy(dst, src, srclen + 1);*/
 
/* +1は最後に終端NUL文字を付加するために必要 */

}

```

strlenで文字列の長さを事前に取得しているので、もはやstrcpyを使用する必要はなく、memcpyで十分となる。
字数制限付き文字列コピー関数としてstrncpyも存在するが、書き込み先のバッファサイズを指定できるわけではないので、やはりstrcpy同様の危険性を持つことに変わりはない。 
代替として、標準ライブラリの一部ではないがstrlcpyやstrcpy_sを使用することのできる処理系もある。Microsoft Windows XP SP2以降で利用可能なWindows APIのセーフ文字列関数では、バッファサイズを指定できるStringCchCopy()やStringCchCopyN()が用意されている。
そのほか、単純な文字列コピー用途としてはややオーバースペックではあるが、C99で標準化されたsnprintfを使用する方法もある。